# Penzing (Wien)
 For alternative betydninger, se Penzing. (Se også artikler, som begynder med Penzing)
Penzing ( [ˈpɛnʦɪŋ] ?) er den 14. af Wiens 23 bydele (bezirke).
48°11′56″N 16°18′40″Ø / 48.1989°N 16.3111°Ø